# Carex mckittrickensis
Carex mckittrickensis är en halvgräsart som beskrevs av Peter William Ball. Carex mckittrickensis ingår i släktet starrar, och familjen halvgräs. Inga underarter finns listade i Catalogue of Life.